# NGC 2243
NGC 2243 é um aglomerado aberto na direção da constelação de Canis Major. O objeto foi descoberto pelo astrônomo James Dunlop em 1826, usando um telescópio refletor com abertura de 9 polegadas. Devido a sua moderada magnitude aparente (+9,4), é visível apenas com telescópios amadores ou com equipamentos superiores. 